# وادی الذهب لکویره
وادی الذهب لکویره (به عربی: وادي الذهب لكويرة) یکی از منطقه‌های مراکش بود که در منطقهٔ مورد مناقشهٔ صحرای غربی قرار دارد.
مراکش این منطقه را بخش جنوبی خود می‌داند اما جبهه پولیساریو و دیگر استقلال‌طلبان صحراوی معتقدند که صحرای غربی، بخشی از جمهوری دموکراتیک عربی صحراست. با وجود این سازمان ملل و برخی از دیگر کشورها، نه حق حاکمیت مراکش بر این منطقه را به‌رسمیت می‌شناسند و نه جمهوری خودخواندهٔ صحراوی را.
مساحت وادی الذهب لکویره ۵۰٬۸۸۰ کیلومتر مربع داشت و جمعیت آن در سال ۲۰۰۴ برابر با ۷۳٬۰۶۷ نفر بوده است.
مرکز این منطقه شهر ساحلی داخله است که پیشتر در زمان حکومت اسپانیایی‌ها Villa Cisneros نامیده می‌شد.

## تقسیمات اداری
این منطقه شامل یک بخش و یک شهرستان به شرح زیر بود:
- بخش اوسرد
- شهرستان وادی الذهب